# Luquetia orientella
Luquetia orientella is een vlinder uit de familie grasmineermotten (Elachistidae). De wetenschappelijke naam is voor het eerst geldig gepubliceerd in 1893 door Rebel.
De soort komt voor in Europa.